# 花びらめくり
『花びらめくり』（はなびらめくり）は、日本の作家である花房観音による小説。
2016年10月1日に新潮社〈新潮文庫〉より刊行された。カバー装画は、池永康晟が担当している。著者の花房は「東雅夫の文豪怪談アンソロジーで川端康成の短編『片腕』を読んだときに、何とエロティックな話なんだろうと思い、近代文学を代表する文豪たちの名作を、現代が舞台の官能小説にアレンジした」と語っている。『片腕』の他に、芥川龍之介『藪の中』、谷崎潤一郎『卍』、夏目漱石『それから』、三島由紀夫『仮面の告白』をモチーフにしている。フリーライターのさゆは、短編『それからのこと』について、「女性独特のドロドロとした性が描かれており、心を揺さぶられる」と述べている。

## あらすじ

### 藪の中の情事
サラリーマンの多丸は、上司である金沢の家に呼ばれるようになる。金沢の妻の真砂子が作った料理を多丸が美味しく食べると、真砂子は嬉しそうだった。しばらくして多丸は、真砂子に欲情を覚えるようになる。

### 片腕の恋人
〈私〉は、妻のいる〈あなた〉と付き合っている。ある日、〈あなた〉から「僕の片腕をあげよう」といわれた〈私〉は、「左腕がほしい」と答える。片腕をもらった〈私〉は、〈あなた〉と一緒に夜を過ごせることに狂喜する。

### 卍の女
園江は、京都の北山にある絵画教室で、蜜子というイラストレーターに出会う。ある日、園江は蜜子に、「絵のモデルになってほしい」と声をかけられ、大原にあるアトリエに行く。

### それからのこと
三千子は、アーティストである大輔にも、会社員である平丘にも惹かれていた。あるとき、大輔は仲人気取りで三千子を平丘に押しつける。その流れで、三千子は平丘と結婚する。しかし、大輔は度々、三千子のところに訪ねてくるようになる。

### 仮面の記憶
小説家である〈私〉は、都心の高層マンションの一室で、腹に短刀を突き立てて、自らの命を絶つことを決意する。しかし、いざそれを実行する段になったとき、思いがけないことが起きる。

## 登場人物
藪の中の情事
多丸
サラリーマン。
金沢
多丸の上司。
真砂子
金沢の妻。
片腕の恋人
〈私〉
女性。
〈あなた〉
妻のいる男性。
卍の女　
園江（そのえ）
京都の西山の日本画家の娘。
恒太郎（こうたろう）
園江の夫。
蜜子（みつこ）
イラストレーター。京都の大原に住む。
それからのこと
大輔（だいすけ）
アーティスト。男性。
平丘
会社員。男性。
三千子（みちこ）
女性。
仮面の記憶
〈私〉
小説家。
柏木君雄（かしわぎ きみお）
〈私〉の同級生。

## 収録作品
| タイトル       | 初出                                   |
| -------------- | -------------------------------------- |
| 藪の中の情事   | 『オール讀物』2014年4月号              |
| 片腕の恋人     | 『小説新潮』2014年3月号                |
| 卍の女         | 『小説新潮』2015年11月号               |
| それからのこと | 『きみのために棘を生やすの』 2014年6月 |
| 仮面の記憶     | 書き下ろし                             |